# Geologie des Limousins
Die  Geologie des Limousins bildet einen integralen Bestandteil der Geologie des französischen Massif Central. Sie beschränkt sich im Wesentlichen auf das westlich des Sillon houiller anstehende variszische Grundgebirgsterran.

## Geographie
Die historische Region des Limousins besteht aus den drei Départements Corrèze, Creuse und Haute-Vienne. Geologisch grenzt sie im Norden an die Sedimentverfüllung des Pariser Beckens, im Nordwesten und Westen an die Sedimente des Seuil du Poitou und im Südwesten an die Sedimente das Aquitanischen und des Briver Beckens. Das Terran wird im Osten von der bedeutenden, Nordnordost-streichenden, krustalen Störung des Sillon houiller vom restlichen Zentralmassiv abgeschnitten.

## Angetroffene Lithologien

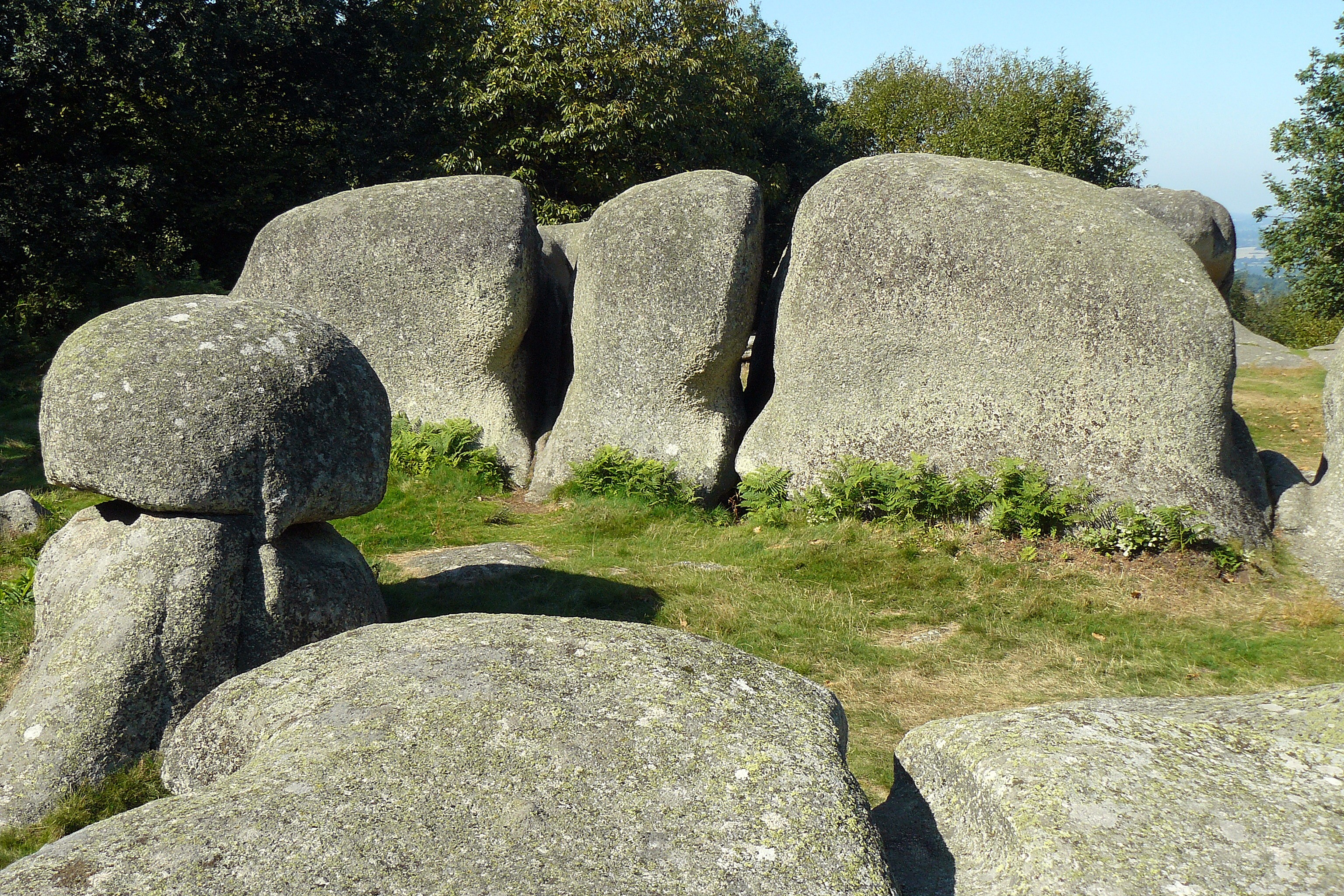
Die Pierres Jaumâtres bei Toulx-Sainte-Croix im Département Creuse

Die Geologie des Limousins wird eindeutig von Granitoiden dominiert. Die zweitwichtigste Gesteinsgruppe sind Gneise, gefolgt von Glimmerschiefern, seltenen Serpentiniten, Amphiboliten und sehr seltenen Eklogiten. Sedimentgesteine sind im Innern des Limousins nur vereinzelt anzutreffen – sie finden sich beispielsweise in Kohlebecken des Stefaniums bei Aubusson, Bourganeuf und in südöstlicher Randlage bei Bort-les-Orgues. Ein tertiäres Einbruchsbecken besteht bei Gouzon im Département Creuse.
Eine einmalige Seltenheit in ganz Frankreich sind die Auswurfbrekzien des Kraters von Rochechouart-Chassenon, die vor 214 Millionen Jahren durch den Niedergang eines Meteoriten entstanden waren.

## Struktureller Aufbau
Nach Abschluss der Subduktion im Unterdevon und einsetzender Kontinenalkollision zu Beginn des Mitteldevons bildete sich gegen 380 Millionen Jahre im Limousin ein Deckenstapel. Dieser ist vom Hangenden zum Liegenden wie folgt aufgebaut:
- Génis-Einheit und Mazerolles-Einheit
- Thiviers-Payzac-Einheit, Leyme-Einheit und Gartempe-Einheit
- Obere Gneisdecke
- Untere Gneisdecke
- Parautochthone Glimmerschiefereinheit

Die einzelnen Decken zeigen unterschiedliche Metamorphosegrade. Die höchsten Metamorphosegrade (obere Amphibolitfazies) wurden in der Oberen Gneisdecke erreicht. Die Génis-Einheit und die Mazerolles-Einheit erfuhren hingegen nur die niedriggradigen Bedingungen der Grünschieferfazies. Es wird angenommen, dass die Obere Gneisdecke einst das gesamte Limousin als geschlossene Decke überlagerte, jetzt aber nur noch in größeren, voneinander abgetrennten Schollen vorliegt. Die beiden Gneisdecken hatten sich flach über die Parautochthone Glimmerschiefereinheit geschoben. Die höheren Einheiten sind aber teils steilstehend und finden sich in Randlagen der Gneisdecken. Die Parautochthone Glimmerschiefereinheit bildet domartige Aufwölbungen im Grundgebirge, welche von Granitoiden intrudiert werden. Beispiele hierfür sind das Millevaches-Massiv, der Saint-Mathieu-Dom und der Sussac-Dom. In den dazwischenliegenden Einsattelungen kommen die beiden Gneisdecken zu liegen.
Keine der angeführten Einheiten ist im ursprünglichen, autochthonen Verband verblieben. Selbst die basale Parautochthone Glimmerschiefereinheit ist sehr wahrscheinlich ortsfremd.

## Granitoide

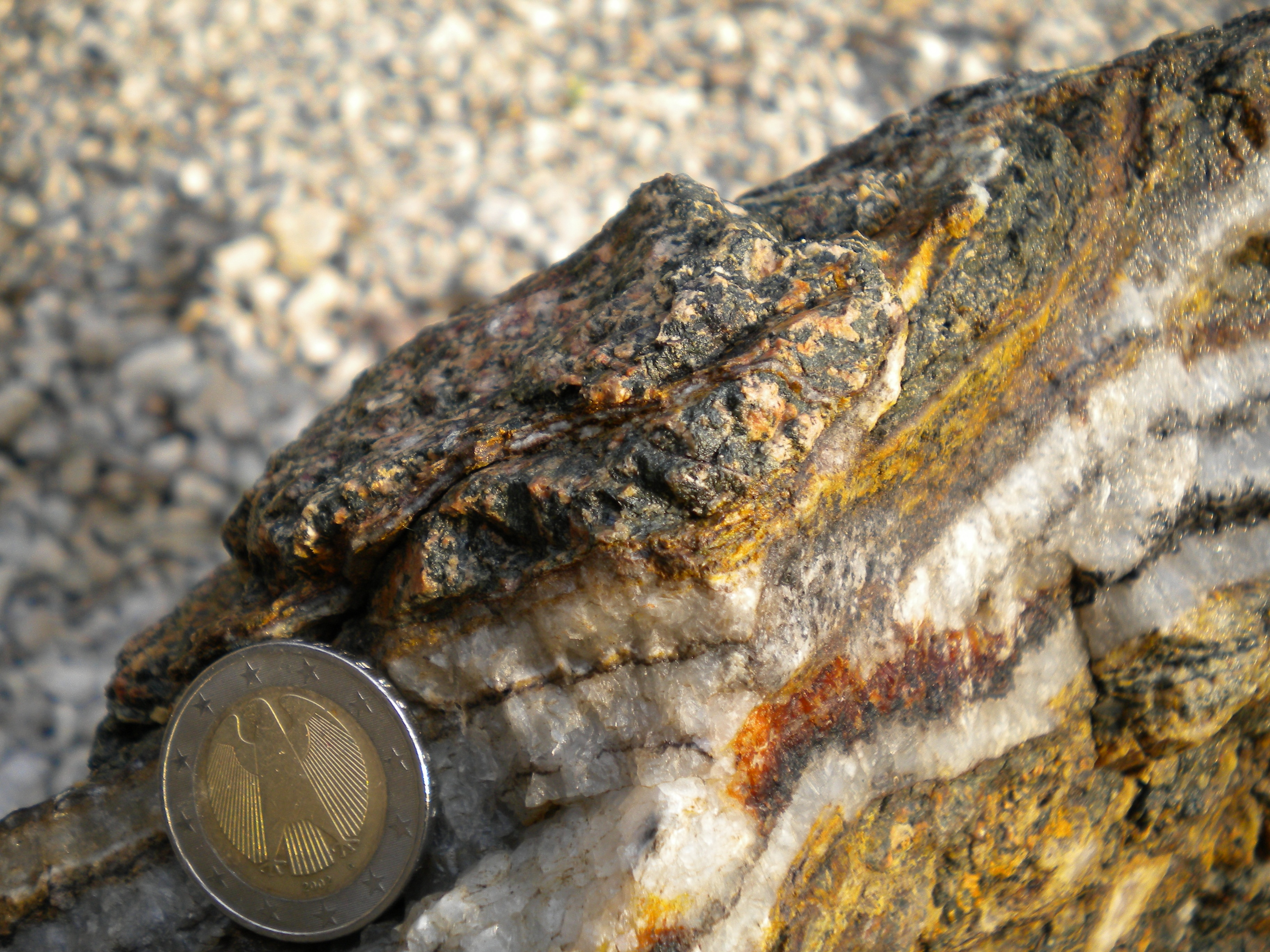
Der stark verformte Mazières-Quarzdiorit bildet Teil der Limousin-Tonalitlinie

Die Granitoide sind für das Limousin zweifellos die charakteristischsten Gesteine. Sie entstanden in einem Zeitraum von zirka 370 bis 290 Millionen Jahren in mehreren Phasen. Ihre ältesten Vertreter sind die kalkalkalischen Intrusiva der Limousin-Tonalitlinie (abgekürzt LTL), die zwischen 370 und 350 Millionen Jahren überwiegend in der Oberen Gneisdecke Platz genommen hatten. Hierbei handelt es sich um Quarzdiorite, Tonalite und Diorite. Möglicherweise bildeten diese Granitoide den Wurzelbereich eines andesitischen Inselbogens.
Die auf Krustenverkürzung beruhenden Intrusiva der Tonalitlinie wurden dann ab der Wende Oberdevon/Unterkarbon durch die Generation der peraluminosen Granitoide des Guéret-Typus abgelöst, als das Orogen allmählich wieder druckentlastet wurde. Bestes Beispiel hierfür ist der namensgebende, 356 Millionen Jahre alte Guéret-Granit – ein flachliegender, schichtiger Intrusivkörper von großer Oberflächenausdehnung. Nennenswert ist ferner der 352 Millionen Jahre alte Vaulry-Cieux-Granit. Die Guéret-Granitoide überdauerten bis zum Ende des Viseums, ihr letzter Vertreter war der kalkalkalische Piégut-Pluviers-Granodiorit, der vor 325 Millionen Jahren aufdrang.
Ab dem Namurium wurde das Orogen von starker Streckung erfasst und als Folgeerscheinung entstand jetzt eine Generation von Leukograniten. Beispiele sind der 324 Millionen Jahre alte Saint-Sylvestre-Leukogranit, der 319 Millionen Jahre alte Blond-Granit und der 315 Millionen Jahre alte Saint-Mathieu-Leukogranit, die in ihrer räumlichen Ausgestaltung vorwiegend an distensive Seitenverschiebungen und normale Abschiebungen gebunden waren. Die Leukogranite wurden ferner von shoshonitischen und sehr kalireichen Kalkalkaligesteinen begleitet, wie beispielsweise dem 315 Millionen Jahre alten Esse-Hiesse-Granit oder dem 305 Millionen Jahre alten Chirac-Étagnac-Granit.
Die Granitoide können petrologisch sehr unterschiedlich ausgebildet sein. Verdeutlicht wird dies durch Farbunterschiede wie beispielsweise am blauschimmernden Aureil-Granit südlich von Limoges oder am rosafarbenen Pérols-sur-Vézère-Granit in der Corrèze. Die Korngrößen können ebenfalls deutlich variieren, so finden sich sehr feinkörnige Vertreter bei Péret-Bel-Air in der Corrèze und grobkörnige Pegmatite bei Treignac (ebenfalls Corrèze).

## Gneise
Gneise bilden im Limousin den zweithäufigsten Gesteinstypus, überwiegend Paragneise, Orthogneise und Augengneise. Sie erscheinen in den beiden Gneisdecken.
Die strukturell tiefer liegende Untere Gneisdecke baut sich aus Paragneisen auf, in deren ursprüngliche Sedimente während des Ordoviziums stellenweise kalkalkalische granitische Magmen injiziert wurden. Letztere liegen jetzt als Ortho- oder Augengneise vor. Ausgangsgesteine der Paragneise waren vor allem Grauwacken, die am nördlichen Kontinentalrand Gondwanas abgelagert worden waren. Die Ausgangsgesteine wurden sodann mitsamt den intrudierten Graniten im Verlauf des Mitteldevons (im Zeitraum 390 bis 375 Millionen Jahre) der variszischen Regionalmetamorphose unterworfen, wobei die enthaltenen Intrusiva orthogneisifiziert wurden. Der Thaurion-Orthogneis bei Limoges ist beispielsweise mit 375 Millionen Jahren datiert und gibt den Zeitpunkt der Regionalmetamorphose wider. Im Gegensatz hierzu konnte bei den Orthogneisen von Meuzac und von Saint-Yrieix-la-Perche ein Alter von 468 Millionen ermittelt werden – was dem ursprünglichen Intrusionszeitpunkt im Mittelordovizium entspricht. Im Hangenden der Unteren Gneisdecke können Eklogite und Granatperidotite mit Relikten einer Hochdruckmetamorphose auftreten – Beispiele sind Sauviat in der Haute-Vienne und La Faurie bei Uzerche in der Corrèze.
Die Obere Gneisdecke erscheint im Norden auf dem Plateau d’Aigurande, nordwestlich von Saint-Junien, südlich von Limoges sowie im Bas Limousin nordwestlich von Tulle. Ihr wird im Limousin generell ein Alter von 440 bis 400 Millionen Jahren zugeschrieben. Sie enthält keine Orthogneise, sondern an ihrer Stelle Leptynite (ehemalige rhyolithische Vulkanite). Wie bereits eingangs erwähnt, treten in ihr die Granitoide der Limousin-Tonalitlinie auf, welche den gesamten Westabschnitt des Limousins in südöstlicher Streichrichtung durchqueren.

### Ophiolithe des Limousins

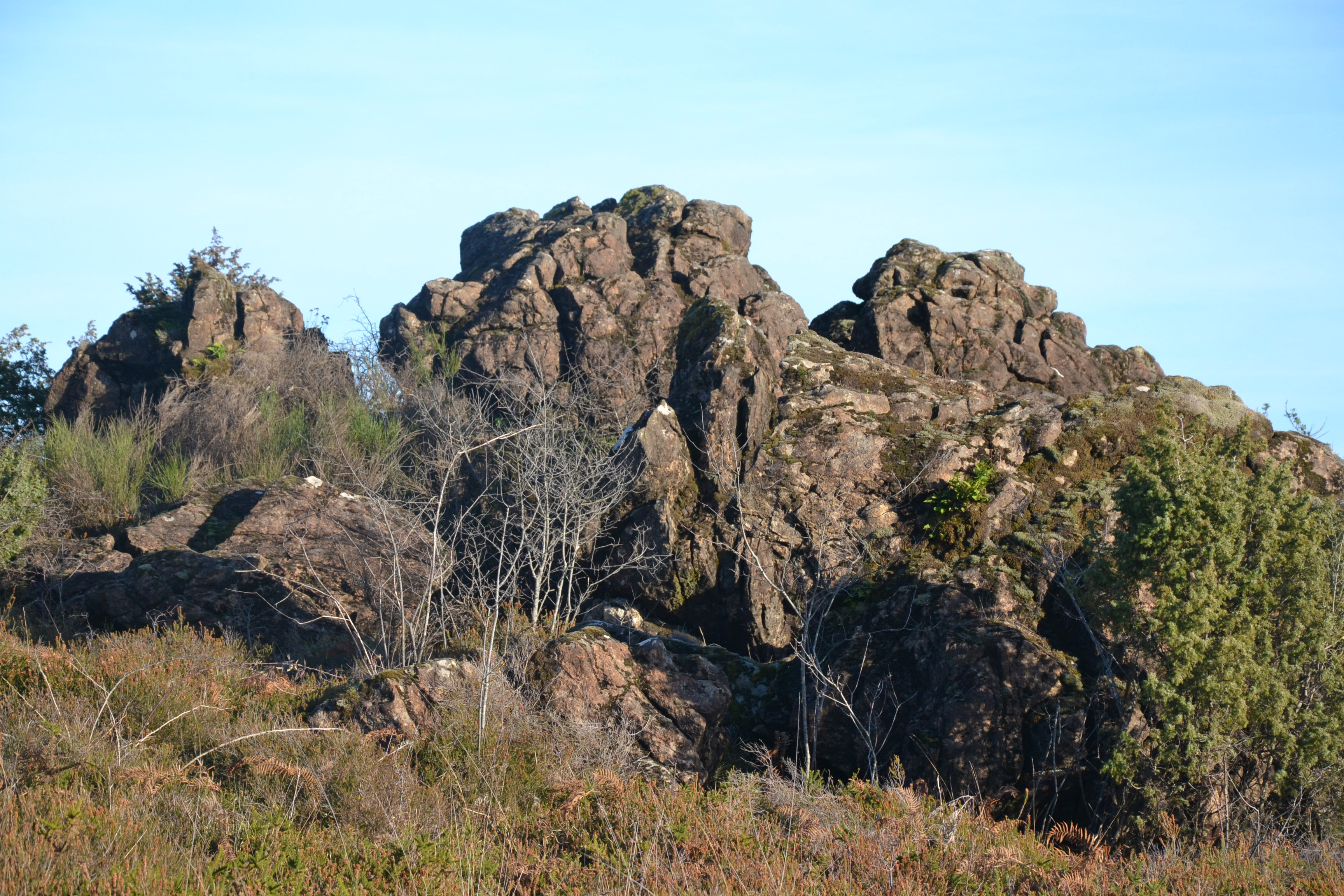
Serpentinitaufschluss auf der Lande de la Flotte et du Cluzeau

Zwischen den beiden Gneisdecken eingequetscht finden sich Reste ehemaliger Ultramafite (Peridotite) und Gabbros, die jetzt als Serpentinite vorliegen und als ehemalige Ophiolithe des so genannten Massiv-Central-Ozeans interpretiert werden. Fundstellen befinden sich südlich von Limoges in den Heidelandschaften um La Roche-l’Abeille auf der Lande de la Flotte et du Cluzeau und auf der Lande de Saint-Laurent (beide Haute-Vienne).

## Niedrig metamorphe Einheiten
Die epizonalen, relativ niedrig metamorphen Einheiten der Thiviers-Payzac-, Gartempe-, Génis- und Mazerolles-Einheit bilden das Hangende des Deckenstapels und bestehen vorwiegend aus schiefrigen Gesteinen. Unter ihren Ausgangsgesteinen finden sich unter anderen Vulkanite und deren Derivate (Rhyodazite und Ignimbrite).

## Parautochthone Glimmerschiefereinheit
Die Parautochthone Glimmerschiefereinheit ist zwar die tiefstgelegene Einheit des Deckenstapels im Limousin, ist aber nicht am stärksten metamorphosiert worden. Neben den beherrschenden Glimmerschiefern enthält sie Quarzite, Leptynite und recht selten auch Orthogneise (beispielsweise im Tal der Dronne und im Thaurion-Bogen). Sie stellt gewöhnlich die Umrahmung von Grundgebirgsaufbeulungen und ihrer Leukogranitmassive (Aigurande, Brâme, Millevaches, Saint-Goussaud, Saint-Mathieu und Saint-Sylvestre). Das Alter der Einheit ist nicht gesichert, sie wird aber meist älter als 540 Millionen Jahre angesehen und ins Neoproterozoikum (so genanntes Brioverium) gestellt.

## Tertiäre Vulkanite

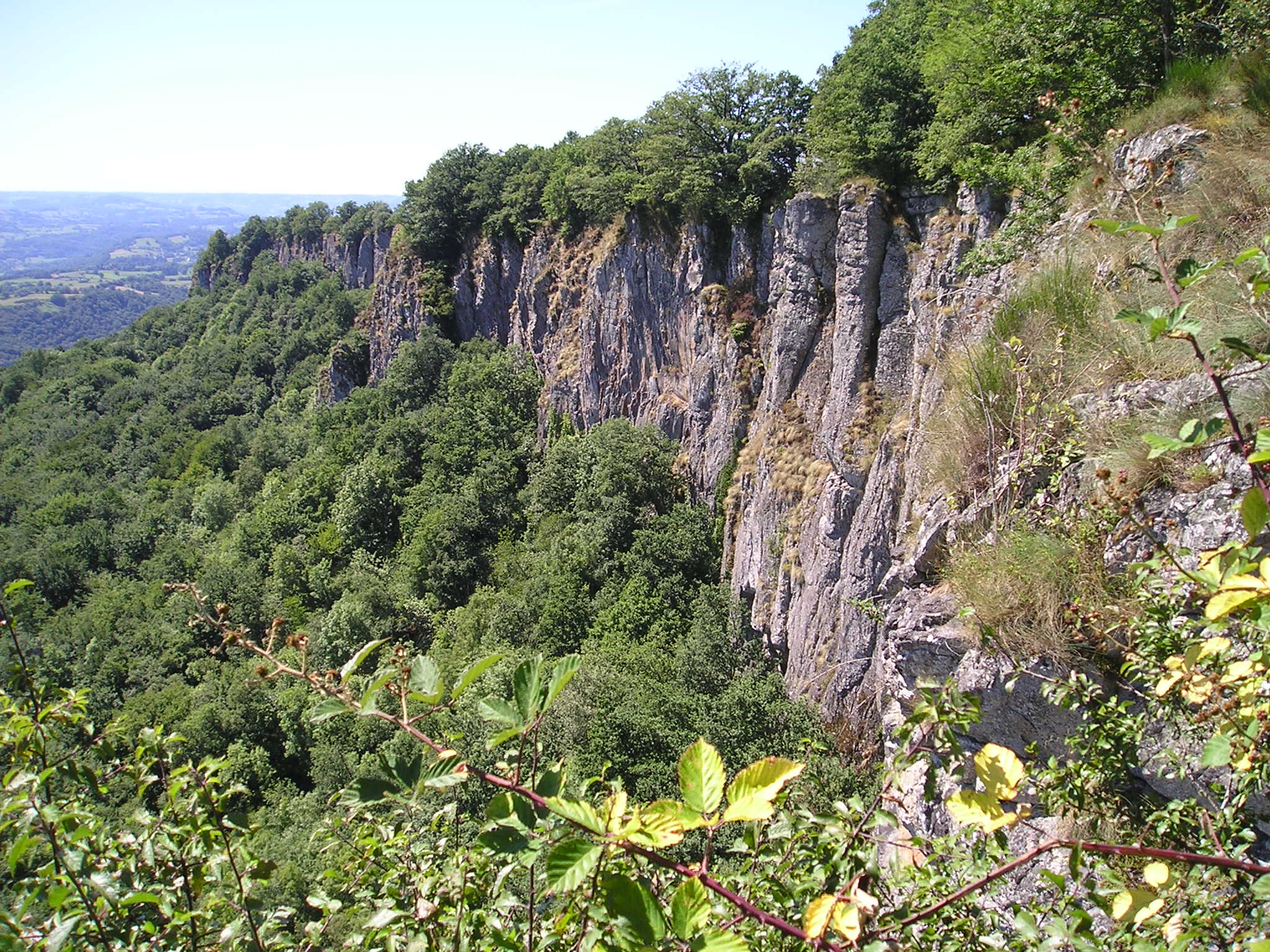
Phonolithfluß bei Bort-les-Orgues

Im Osten der Corrèze und in unmittelbarer Nähe des Sillon houiller berührt das Limousin noch Ausläufer des tertiären Vulkanismus der Auvergne. Beispiele finden sich bei Bort-les-Orgues mit Phonolithsäulen, bei Liginiac am Puy de Manzagol und bei Sérandon am Puy d’Enval und am Puy du Verdier. Vulkanitvorkommen werden bei Saint-Privat auch im Norden und Osten des Plateaus der Xaintrie Blanche angetroffen (Fundstellen bei Auriac, Bassignac-le-Haut, Darazac und Rilhac-Xaintrie).

## Sedimente
Neben den eingangs bereits erwähnten Kohlebecken von Aubusson, Bourganeuf und Bort-les-Orgues erscheinen neben dem Ahun-Lavaveix-Kohlebecken in der Creuse zwei weitere kleinere Vorkommen an der Südsüdost-streichenden Argentat-Störung (Argentat-Becken und L'Hôpital-Becken nordöstlich von Tulle). In der Leyme-Einheit bei Figeac befindet sich ebenfalls ein weiteres Kohlebecken – das Saint-Perdoux-Lacapelle-Marival-Kohlebecken.
Bedeutendere Kalkaufschlüsse liegen bei Chasteaux, Lissac-sur-Couze und Saint-Robert in der Corrèze. Sie gehören aber bereits zum Briver Becken.

## Bodenschätze

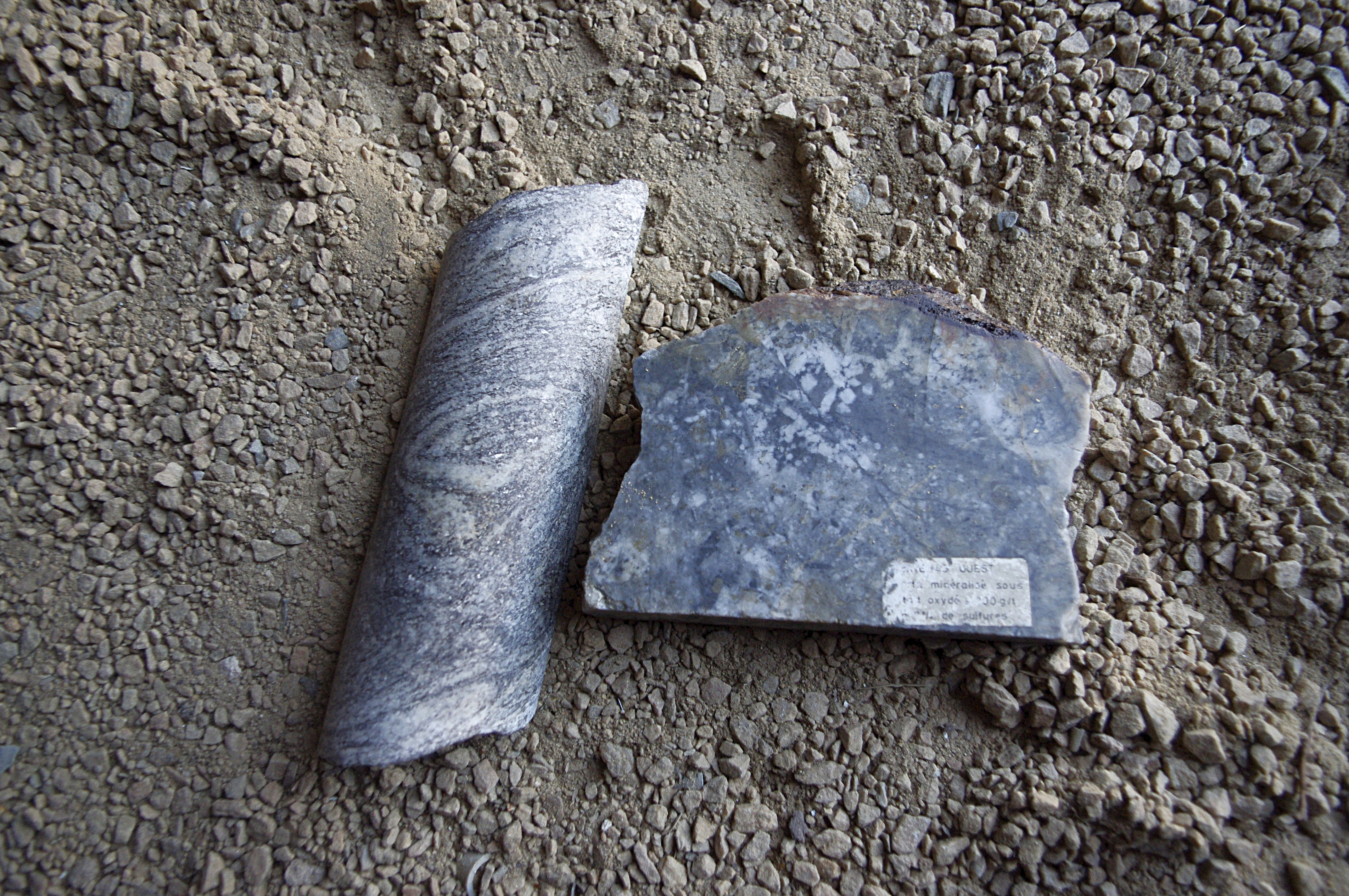
Goldhaltiger Quarz bei Le Chalard

### Gold
Das Limousin ist wie auch das restliche Zentralmassiv recht reich an Bodenschätzen. Ihr Abbau reicht bis in die Antike zurück. Bereits unter den Galliern wurde ab dem 5. Jahrhundert v. Chr. an zahlreichen Fundstellen Gold gefördert. Der Abbau konzentrierte sich hierbei vor allem auf das Gebiet von Saint-Yrieix-la-Perche und auf die Monts d’Ambazac. Mit der Eroberung Galliens durch die Römer kam der Goldbergbau zum Stillstand. Er erlebte erst im 19. Jahrhundert wieder einen Neuanfang, ging aber nach dem Ende des Zweiten Weltkrieges bereits deutlich zurück. Das letzte bestehende Goldbergwerk Bourneix wurde im Jahr 2002 geschlossen.
Das Gold ist an Störungszonen im Grundgebirge gebunden und findet sich feinst verteilt in meist kataklastischem Quarz.

### Andere Metalle
Neben Gold wurde von den Galliern in den Monts de Blond nach Zinn gegraben und Silber wurde aus Bleiglanz gewonnen. In diese Zeit fällt auch der erstmalige Abbau von Eisen bei Ussel und Bort-les-Orgues, der dann unter den Römern im industriellen Stil weiter betrieben wurde. Die Römer erkannten außerdem bereits den Nutzen von Quecksilber (bei Peyrat-le-Château), silberhaltigem Blei sowie Baryt (Fundstellen Mercœur und Les Farges bei Ussel) und Kupfer (bei Ayen).
Ab dem 18. Jahrhundert wurde Blei bei Saint-Germain-les-Belles abgebaut und etwas später Blei-Zink im Nontronnais. Im 20. Jahrhundert kamen Antimon (als Antimonit bei Glandon in der Haute-Vienne, Mérinchal in der Creuse und Chanac-les-Mines in der Corrèze), Wolfram (Fundstelle Puy-les-Vignes bei Saint-Léonard-de-Noblat) und vorübergehend auch Beryllium (als Beryll bei Lussac-les-Églises) und Fluor hinzu.

### Uran

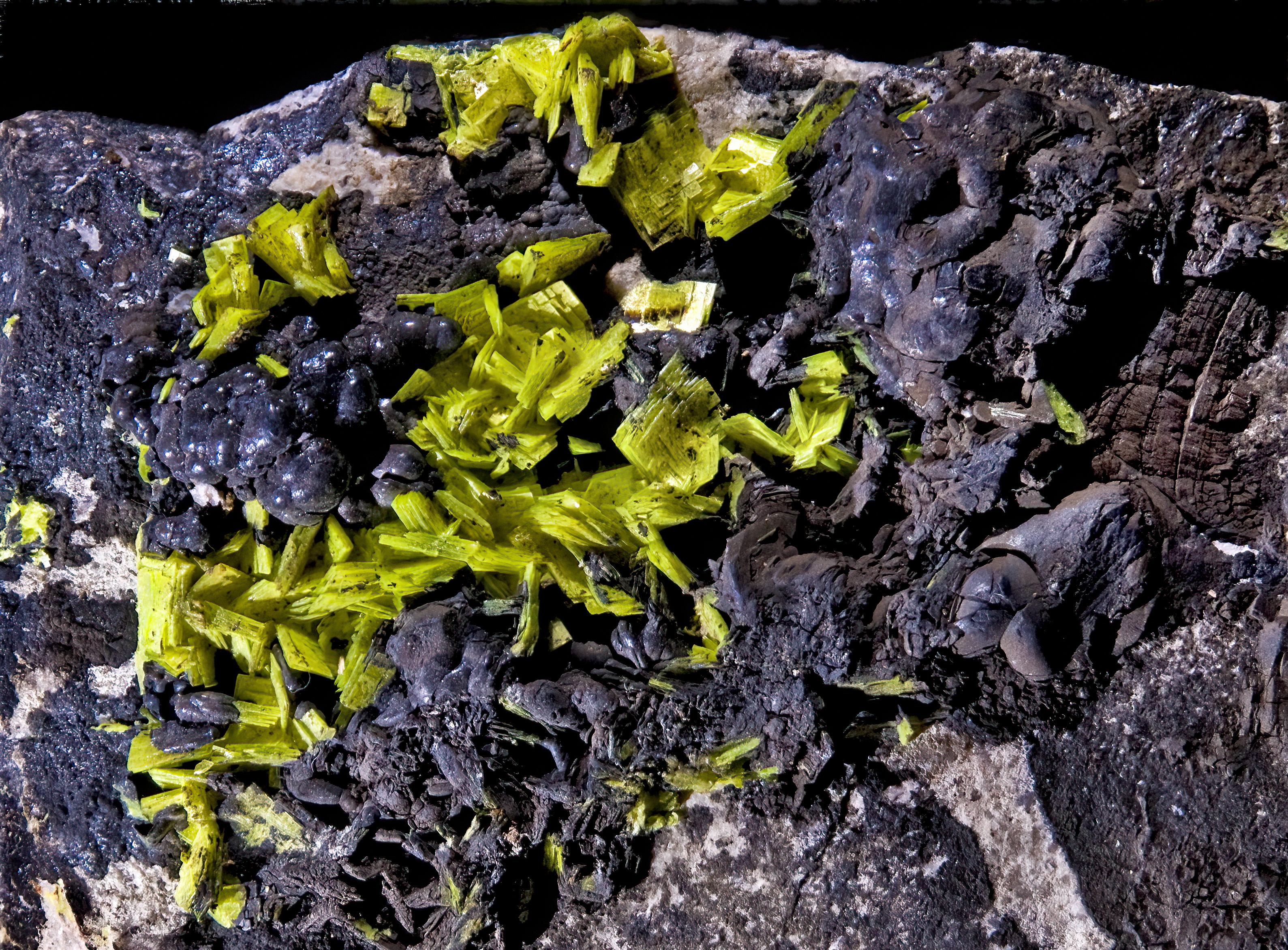
Autunit und Pechblende vom Uranbergwerk Vénachat bei Compreignac, Haute-Vienne

Das Limousin zählte im 20. Jahrhundert insgesamt 40 Uranbergwerke, deren ergiebigste im Norden der Haute-Vienne und in den Monts d’Ambazac lagen. Der Abbau begann nach dem Zweiten Weltkrieg, als Frankreich zur Atommacht aufstieg und den friedlichen Ausbau der Kernenergie vorantrieb. In den neunziger Jahren setzte ein schwerer Produktionsrückgang ein, der schließlich im Mai 2001 zur Schließung des letzten noch bestehenden Abbaus bei Jouac führte.
Abgebaut wurden die Uranminerale Autunit, Chalkolith und Pechblende. Bedeutendstes Wirtsgestein der Uranmineralisation ist der Saint-Sylvestre-Leukogranit. Die Fördermenge war beträchtlich – so wurden beispielsweise im Jahr 1977 1000 Tonnen Yellowcake pro Jahr gewonnen und die chemische Anreicherung zu Urankonzentrat, die in Bessines erfolgte, setzte jährlich 200.000 Tonnen Erz um.
Die Umweltbelastungen des Uranbergbaus waren erheblich und stellen nach wie vor eine Bedrohung der Trinkwasserversorgung der Stadt Limoges dar. So haben epidemiologische Untersuchungen der Université de Limoges im Tal der Gartempe – auf das sich der Abbau konzentrierte – im Jahr 2012 eine Erhöhung des Krebsrisikos festgestellt.

### Kohle
Im Limousin befinden sich auch kleinere Kohlevorkommen, die ab dem 17. Jahrhundert abgebaut wurden. Die Vorkommen verteilen sich auf das westliche Briver Becken, das Argentat-Becken (beide Corrèze), auf die Becken von Aubusson, Bort-les-Orgues, Bourganeuf und vor allem auf das Ahun-Lavaveix-Kohlebecken in der Creuse. Die Vorkommen sind mittlerweile erschöpft bzw. unrentabel. Die letzten Schachtanlagen wurden schon gegen Ende der sechziger Jahre stillgelegt. Im Ahun-Lavaveix-Kohlebecken waren insgesamt immerhin 12 Millionen Tonnen Kohle gefördert worden.

### Kaolin
Ein weiterer bedeutender Rohstoff des Limousins ist Kaolin, der für die heimische Porzellanmanufaktur von großer Bedeutung ist. Kaolin wurde im Limousin erstmals im Jahr 1767 bei Marcognac in der Nähe von Saint-Yrieix-la-Perche entdeckt. Der zur Porzellanherstellung außerdem dringend benötigte Feldspat stammt aus Pegmatiten der Monts de Châlus und der Monts d’Ambazac. Weitere Abbaugebiete von Kaolin liegen auf dem Plateau von Bénévent-l’Abbaye und im Massif des Monédières in der Corrèze.